# Heeressportverein Hubertus Kolberg
Il Heeressportverein Hubertus Kolberg, meglio conosciuto come HSV Hubertus Kolberg, è stata una società di calcio tedesca, con sede a Kolberg.

## Storia
Il club, nato come  Militär Sport-Verein Hubertus Kolberg, venne fondato in data incerta, dal 1934, legatosi alla locale base dell'Heer (forze armate di terra della Wehrmacht), divenne Heeressportverein Hubertus Kolberg. Giocava le sue partite interne al Militär-sportplatz.
Fu una delle squadre di punta della Pomerania, non riuscendo però mai ad accedere alla fase nazionale della Gauliga.
Nel 1941 partecipa alla Tschammerpokal, da cui viene eliminato al primo turno dal LSV Kamp-Köslin.
Nel 1943 a seguito della smobilitazione della base militare di Kolberg, la squadra venne trasferita a Groß Born, divenendo il HSV Groß Born, che però giocava le sue partite a Neustettin.